# Vasîlivka, Dîkanka
Vasîlivka (în ucraineană Василівка) este un sat în așezarea urbană Dîkanka din regiunea Poltava, Ucraina.

## Demografie
Componența lingvistică a localității Vasîlivka
     Ucraineană (96,17%)
     Rusă (3,83%)
Conform recensământului din 2001, majoritatea populației localității Vasîlivka era vorbitoare de ucraineană (96,17%), existând în minoritate și vorbitori de rusă (3,83%).